# La Fontenelle (Ille-et-Vilaine)
La Fontenelle foi uma comuna francesa na região administrativa da Bretanha, no departamento de Ille-et-Vilaine. Estendia-se por uma área de 12,36 km². Em 2010 a comuna tinha 541 habitantes (densidade: 43,8 hab./km²).
Em 1 de janeiro de 2019, passou a formar parte da nova comuna de Val-Couesnon.